# Carrossel
Carrossel este o telenovelă braziliană din 2012 - 2013.

## Distribuție
| Actor                     | Caracter          |
| ------------------------- | ----------------- |
| Rosanne Mulholland        | Helena Fernandez  |
| Larissa Manoela           | Maria Joaquina    |
| Jean Paulo Campos         | Cirilo Rivera     |
| Maísa Silva               | Valéria Ferreira  |
| Nicholas Torres           | Jaime Palillo     |
| Lucas Santos              | Paulo Guerra      |
| Esther Marcos             | Margarida Garcia  |
| Guilherme Seta            | Davi Rabinovich   |
| Léo Belmonte              | Jorge Cavalieri   |
| Ana Victória Zimmermann   | Marcelina Guerra  |
| Aysha Benelli             | Laura Gianolli    |
| Gustavo Daneluz           | Mário Ayala       |
| Fernanda Concon           | Alícia Gusman     |
| Kiane Porfirio            | Clementina Soares |
| Konstantino Atanassopulos | Adriano Ramos     |
| Matheus Ueta              | Kokimoto Mishima  |
| Stefany Vaz               | Carmen Carrilho   |
| Thomaz Costa              | Daniel Zapata     |
| Victória Diniz            | Bibi Smith        |
| Bruna Carvalho            | Nina              |
| Julia Rodrigues           | Marisa            |
| Henrique Filgueiras       | Abelardo Cruz     |
| João Lucas Takaki         | Tom               |
| Matheus Lustosa           | Eric              |
| Thiago Rosseti            | Atílio            |
| Cinthia Cruz              | Fabiana           |
| Alessa Previdelli         | Larissa           |
| Pedro Henrique            | Lucas             |
| Adauto Luiz               | Amendoim          |
| Gui Vieira                | Cotoco            |
| Mauricio Murray           | Biriba            |
| Hector                    | Palito            |
| Mharessa Fernanda         | Lola              |